# Scapsipedus raychaudhurii
Scapsipedus raychaudhurii är en insektsart som beskrevs av Bhowmik 1967. Scapsipedus raychaudhurii ingår i släktet Scapsipedus, och familjen syrsor. Inga underarter finns listade i Catalogue of Life.